# Huân chương Sao Vàng (Việt Nam)
Huân chương Sao Vàng là huân chương cao quý nhất của Nhà nước Việt Nam Dân chủ Cộng hòa và Cộng hòa Xã hội Chủ nghĩa Việt Nam, được đặt ra lần đầu theo sắc lệnh số 58/SL ngày 6 tháng 6 năm 1947 của Chủ tịch nước Việt Nam Dân chủ Cộng hòa Hồ Chí Minh, đặt ra lần hai theo Luật Thi đua - Khen thưởng (ban hành ngày 26 tháng 11 năm 2003).
Huân chương Sao Vàng để tặng hoặc truy tặng cho cá nhân có công lao to lớn, đặc biệt xuất sắc và tặng cho tập thể lập được thành tích xuất sắc trong sự nghiệp cách mạng của Đảng Cộng sản Việt Nam và của dân tộc Việt Nam. Huân chương Sao vàng không chia hạng. Thẩm quyền tặng, truy tặng Huân chương Sao vàng do Chủ tịch nước quyết định.
Huân chương Sao Vàng không chia hạng. Đến nay Việt Nam đã tặng và truy tặng Huân chương Sao Vàng cho trên 141 tập thể, cá nhân trong nước và tặng 28 cá nhân nước ngoài.
Chủ tịch nước Tôn Đức Thắng là người đầu tiên được tặng thưởng Huân chương Sao Vàng (năm 1958).

## Miêu tả

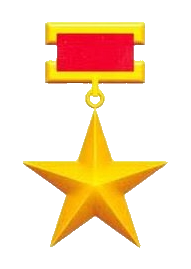
Huân chương Sao Vàng mẫu cũ được áp dụng từ năm 1947 đến trước năm 2003

1. Mẫu trước khi ban hành Luật Thi đua - Khen thưởng: Huân chương Sao Vàng gồm 2 phần:
- Cuống huân chương viền ngoài màu vàng, trong bằng tơ Rayon dệt màu đỏ cờ, cốt bằng đồng đỏ mạ vàng.
- Thân huân chương hình sao vàng năm cánh, dập nổi, màu vàng, chất liệu bằng đồng đỏ mạ vàng.

2. Mẫu sau khi ban hành Luật Thi đua - Khen thưởng: Huân chương Sao Vàng gồm 3 phần:
- Cuống huân chương viền ngoài màu vàng, trong bằng tơ Rayon dệt hai màu 1/2 bên trái màu đỏ cờ, 1/2 bên phải màu vàng, cốt bằng đồng đỏ mạ vàng hợp kim nico dày 3 micron; kích thước 28 mm × 14 mm.
- Dải huân chương hình chữ A cách điệu bằng tơ Rayon dệt hai màu: 1/2 bên trái màu đỏ cờ, 1/2 bên phải màu vàng; cốt bằng đồng đỏ mạ vàng hợp kim nico dày 3 micron; kích thước 28 mm × 51 mm × 41 mm × 51 mm.
- Thân huân chương hình sao vàng năm cánh, dập nổi, màu vàng, chính giữa nền đỏ là ngôi sao vàng năm cánh xung quanh có dòng chữ "Huân chương Sao Vàng Việt Nam" màu vàng, đường kính 5 đỉnh sao bằng 52 mm, chất liệu bằng đồng đỏ mạ vàng hợp kim nico, dày 3 μm.

3. Mẫu sau khi ban hành Nghị định số 85/2014/NĐ-CP của Chính phủ: Huân chương Sao Vàng gồm 3 phần:
1. Cuống huân chương: Cốt bằng đồng đỏ mạ vàng hợp kim Ni-Co; kích thước 28 mm x 14 mm; viền ngoài màu vàng, trong bọc vải dệt bằng sợi polyester hai màu: 1/2 bên trái màu đỏ cờ, 1/2 bên phải màu vàng.

1. Dải huân chương: Hình chữ A cách điệu, cốt bằng inox mạ vàng hợp kim Ni-Co, bọc vải dệt bằng sợi polyester hai màu: 1/2 bên trái màu đỏ cờ, 1/2 bên phải màu vàng; kích thước 28 mm x 51 mm x 41 mm x 51 mm.

1. Thân huân chương: Hình sao vàng năm cánh dập nổi, đường kính đường tròn ngoại tiếp năm đỉnh sao bằng 55 mm, chính giữa hình tròn nền vàng có ngôi sao vàng năm cánh, xung quanh là dòng chữ “Huân chương Sao vàng”, “Việt Nam” màu đỏ; chất liệu bằng đồng đỏ mạ vàng hợp kim Ni-Co.

## Đối tượng và tiêu chuẩn khen thưởng

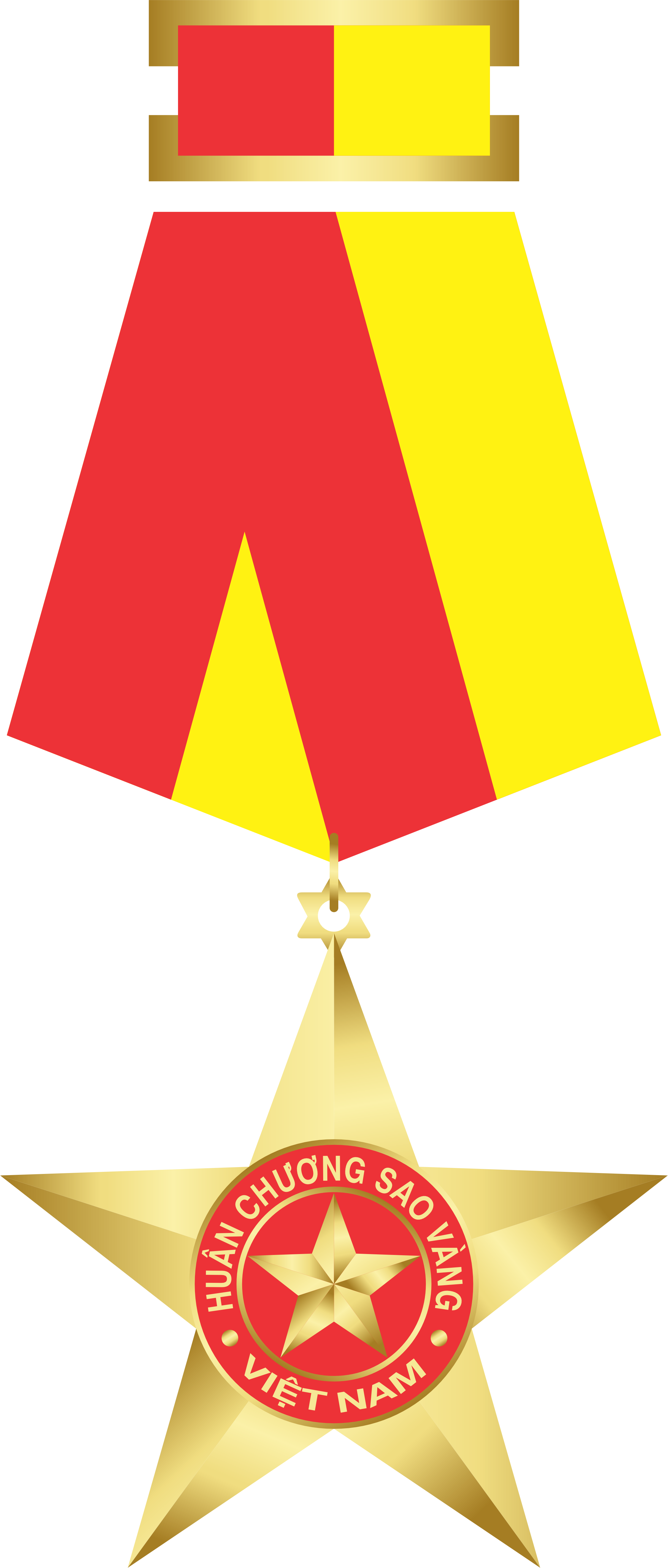
Mẫu Huân chương Sao vàng mẫu đang được áp dụng

- Mẫu Huân chương Sao vàng mẫu đang được áp dụngHuân chương Sao Vàng để tặng hoặc truy tặng cho cá nhân đạt một trong các tiêu chuẩn sau:
  - Người tham gia cách mạng từ năm 1935 về trước, hoạt động liên tục, có công lao to lớn đặc biệt xuất sắc trong sự nghiệp cách mạng của Đảng, của dân tộc, không phạm khuyết điểm lớn, đã đảm nhiệm một trong các trọng trách: Tổng Bí thư Đảng Cộng sản Việt Nam; Chủ tịch nước; Chủ tịch Quốc hội; Thủ tướng Chính phủ; ủy viên Bộ Chính trị; Bí thư Trung ương Đảng; Phó Chủ tịch nước; Phó Chủ tịch Quốc hội; Phó Thủ tướng Chính phủ; Chủ tịch Ủy ban Trung ương Mặt trận Tổ quốc Việt Nam; Phó Bí thư Trung ương Cục; Thường vụ xứ ủy; Bí thư khu ủy; Trưởng ban của Đảng ở Trung ương, Bộ trưởng và các chức vụ tương đương, Thượng tướng Lực lượng vũ trang nhân dân;
  - Người tham gia hoạt động cách mạng trước năm 1945, hoạt động liên tục, có công lao to lớn, đặc biệt xuất sắc trong sự nghiệp cách mạng của Đảng, của dân tộc, không phạm khuyết điểm lớn, đã đảm nhiệm một trong các trọng trách: Tổng Bí thư Đảng Cộng sản Việt Nam; Chủ tịch nước; Chủ tịch Quốc hội; Thủ tướng Chính phủ; ủy viên Bộ Chính trị; Bí thư Trung ương Đảng; Phó Chủ tịch nước; Phó Chủ tịch Quốc hội; Phó Thủ tướng Chính phủ; Chủ tịch Ủy ban Trung ương Mặt trận Tổ quốc Việt Nam; Đại tướng lực lượng vũ trang nhân dân;
  - Người có quá trình tham gia liên tục trong 2 cuộc kháng chiến chống Pháp và chống Mỹ (từ 1945 đến ngày 30 tháng 4 năm 1975), có công lao to lớn, đặc biệt xuất sắc trong sự nghiệp cách mạng của Đảng, của dân tộc, không phạm khuyết điểm lớn, đã đảm nhiệm một trong các trọng trách: Tổng Bí thư Đảng Cộng sản Việt Nam, Chủ tịch nước, Chủ tịch Quốc hội, Thủ tướng Chính phủ, Đại tướng Lực lượng vũ trang nhân dân trước ngày 30 tháng 4 năm 1975;
  - Người có quá trình công tác liên tục từ kháng chiến chống Mỹ (từ 1954 đến ngày 30 tháng 4 năm 1975) và thời kỳ xây dựng, bảo vệ Tổ quốc (từ ngày 30 tháng 4 năm 1975 đến nay), có công lao to lớn, đặc biệt xuất sắc trong sự nghiệp cách mạng của Đảng, của dân tộc, không phạm khuyết điểm lớn, đã đảm nhiệm một trong các trọng trách: Tổng Bí thư Đảng Cộng sản Việt Nam, Chủ tịch nước, Chủ tịch Quốc hội, Thủ tướng Chính phủ, 2 nhiệm kỳ;
  - Người có công lao to lớn, có công trình, tác phẩm đặc biệt xuất sắc, có tác động sâu rộng, tạo ra sự chuyển biến tích cực thúc đẩy mạnh mẽ sự phát triển kinh tế, xã hội, quốc phòng, an ninh của đất nước, được nhà nước thừa nhận, tôn vinh;
  - Nguyên thủ nước ngoài có công lao to lớn đối với dân tộc Việt Nam được nhà nước Cộng hòa xã hội chủ nghĩa Việt Nam thừa nhận, tôn vinh.
- Huân chương Sao Vàng để tặng cho tập thể đạt các tiêu chuẩn sau:
  - Đã được tặng thưởng Huân chương Hồ Chí Minh;
  - Có quá trình xây dựng và phát triển từ 45 năm trở lên (trường hợp chưa được tặng thưởng Huân chương Hồ Chí Minh thì phải có quá trình xây dựng và phát triển từ 50 năm trở lên);
  - Lập được thành tích xuất sắc liên tục từ 10 năm trở lên trước thời điểm đề nghị, trong thời gian đó 5 lần được tặng cờ thi đua của Chính phủ hoặc bằng khen của Thủ tướng Chính phủ, nội bộ đoàn kết, tổ chức Đảng, đoàn thể trong sạch, vững mạnh.
- Tặng thưởng Huân chương Sao vàng lần thứ hai: tập thể có thành tích đặc biệt xuất sắc 10 năm trước thời điểm đề nghị, trong thời gian đó 5 lần được tặng cờ thi đua của Chính phủ hoặc bằng khen của Thủ tướng Chính phủ, nội bộ đoàn kết, tổ chức Đảng, đoàn thể trong sạch, vững mạnh và đã có thời gian 20 năm kể từ khi được tặng thưởng Huân chương Sao vàng lần thứ nhất.
- Huân chương Sao vàng để tặng cho tập thể người nước ngoài có công lao đặc biệt to lớn đối với dân tộc Việt Nam, được nhà nước Cộng hoà xã hội chủ nghĩa Việt Nam thừa nhận, tôn vinh.